# Sunsum
En la mitología del pueblo asante y el pueblo akan, el Sunsum es el "espíritu" de un ser humano. Es lo que conecta el cuerpo (honam) con el alma (Kra). El Sunsum se puede transmitir de varias formas, incluso de padre a hijo durante la concepción. Este poder se usa para proteger a los portadores de este espíritu. Cuando un hombre muere, el Sunsum regresa a la casa metafórica del padre en espera de reencarnarse en el próximo hijo nacido de los hombres de esa familia. 
Otra forma de Sunsum es el poder espiritual que los akan creen que les permite a los poseedores practicar brujería. Esto se llama cuota Sunsum, o "espíritu sucio". A diferencia del Sunsum genético discutido antes, este es un poder que está dispuesto a transmitirse, a menudo de abuelos a nietos que sienten que merecen el poder de ejercer tal magia. De esta manera, el Sunsum puede permanecer vivo y bien a través de un linaje. Como los hombres poseen un Sunsum natural, si obtienen una cuota de Sunsum son dos veces más poderosos espiritualmente que una mujer que solo tiene brujería. A pesar de esto, es una creencia común que la mayoría de las brujas son mujeres entre los asante y Akan, y se cree que son tan poderosas que pueden matar a los bebés simplemente al escucharlos llorar. 